# 突堤

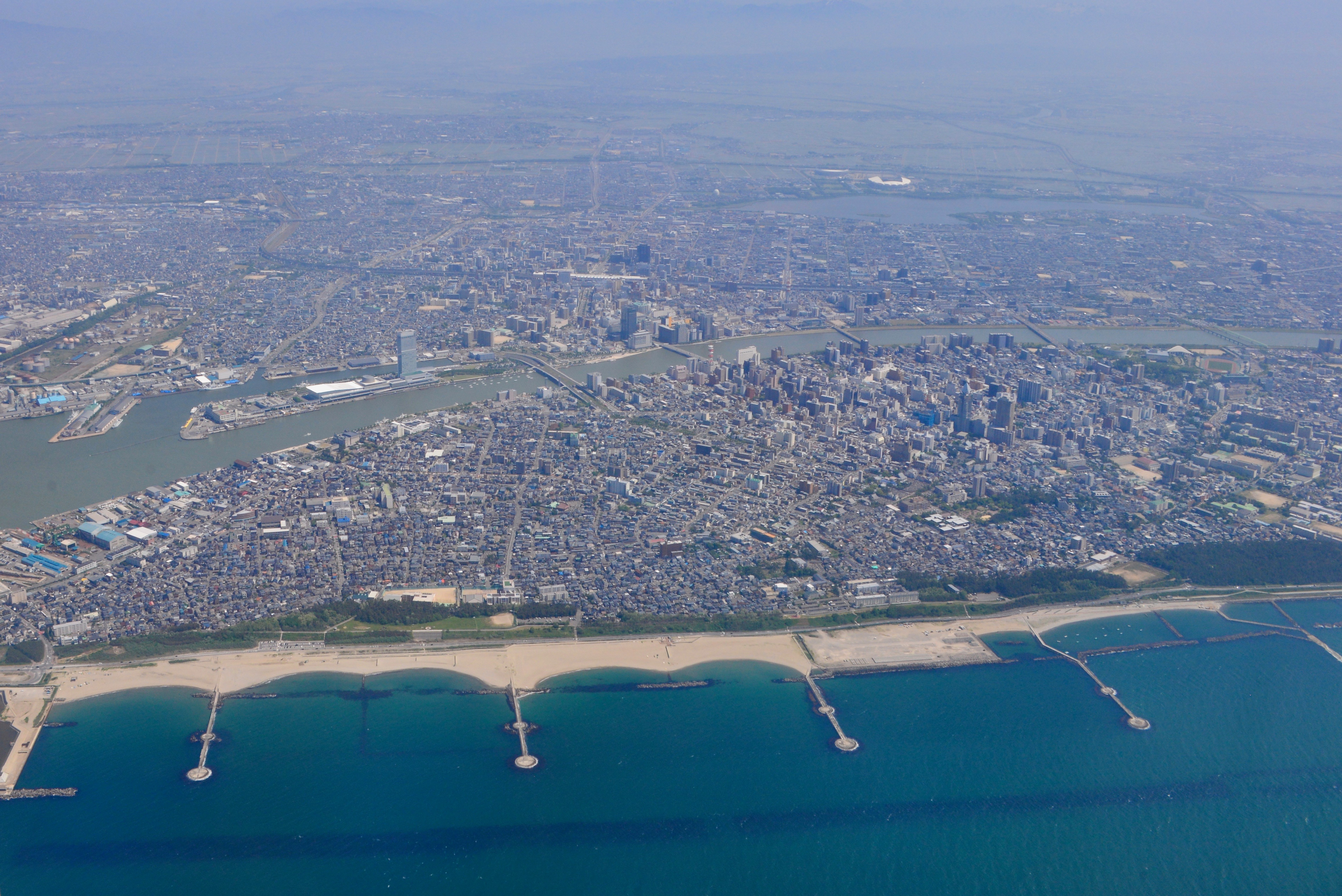
機内から撮影した新潟西海岸の突堤群。

突堤（とってい、英語: jetty）は、海岸と直交方向に沖合に向けて設けられる堤防状の構造物。ここでは海岸侵食を防止するための構造物としての突堤について解説するが、港湾の出入口付近の延長の長い防波堤、港湾の埠頭なども突堤と表現することがある。
突堤は岸に平行に生じる海浜流を制御するとともに、砂浜の侵食を抑え、かつ、漂砂を捕獲する効果を持つ。養浜の手段にも用いられる。単独かつ大規模な突堤の建設は、効果を局所的に集中させ、突堤から離れた場所の海岸線の侵食が進行する恐れがあるため、突堤の長さや間隔の設定、基数等の最終的な判断は、工事の進めながら状況を観察しつつ行われる。突堤の効果的な設置方法については、風向や潮流、海底の地形など様々な因子に左右されるため、法則性が見いだされてはおらず、経験則に頼らざるを得ない部分が多い。

## 構造
海水の移動を制限する不透過型から移動を許容する透過型まで様々。前者はコンクリートブロックや鋼矢板など、後者は消波ブロックや杭、捨石などを併用して造られる。